# Felipe Pardo y Aliaga
Pour les articles homonymes, voir Aliaga (homonymie).
Felipe Pardo y Aliaga (né le 11 juin 1806 à Lima et mort le 24 décembre 1868 à Lima) est un homme de lettres, diplomate et homme politique péruvien.

## Biographie
Fils de Manuel Pardo Ribadeneira (es), il est ministre des Affaires étrangères en 1843 à 1844, puis de 1848 à 1849.
Marié à Petronila de Lavalle y Cabero, il est le père du président Manuel Pardo et le beau-père de José Antonio de Lavalle.

### Sources
- (es) Cet article est partiellement ou en totalité issu de l’article de Wikipédia en espagnol intitulé « Felipe Pardo y Aliaga » (voir la liste des auteurs).